# Darko Pančev
Darko Pančev (mazedonisch Дарко Панчев; * 7. September 1965 in Skopje) ist ein ehemaliger jugoslawischer bzw. mazedonischer Fußballspieler.

## Sportliche Laufbahn

### Vereinskarriere
Der gebürtige Mazedonier begann seine Karriere 1982 bei Vardar Skopje. 1988 wechselte er zu Roter Stern Belgrad. Dort gewann er dreimal die jugoslawische Meisterschaft (1990, 1991, 1992), einmal den Pokal (1990) und 1991 auch den Europapokal der Landesmeister und den Weltpokal. Im selben Jahr gewann er als erfolgreichster Torschütze Europas den Goldenen Schuh. Er wechselte 1992 zu Inter Mailand, konnte sich dort allerdings nicht durchsetzen und wurde von Januar 1994 bis zum Saisonende an den damaligen Bundesligisten VfB Leipzig verliehen. Nach einer weiteren Saison bei Inter wechselte er in der Saison 1995/96 erneut in die Bundesliga zu Fortuna Düsseldorf. Er beendete seine Karriere 1997 beim FC Sion in der Schweiz.

### Auswahleinsätze
Mit der jugoslawischen Nationalmannschaft nahm er an der WM 1990 teil, wobei er in drei Einsätzen zwei Treffer erzielte. Er bestritt 27 Länderspiele für Jugoslawien und sechs weitere für Mazedonien.

## Weiterer Werdegang
Pančev ist jetzt Direktor beim mazedonischen Fußballclub Vardar Skopje.

## Erfolge
FK Roter Stern Belgrad 
- Jugoslawische Meisterschaft: 1989/90, 1990/91, 1991/92
- Jugoslawischer Pokal: 1989/90
- Europapokal der Landesmeister: 1990/91
- Weltpokal: 1991

Individuell
- Zweiter bei der Wahl zum Ballon d’Or: 1991
- Torschützenkönig der 1. jugoslawische Fußballliga: 1983/84, 1989/90, 1990/91, 1991/92
- Goldener Schuh der UEFA: 1990/91
- UEFA Jubilee 52 Golden Players: herausragendster mazedonischer Spieler der letzten 50 Jahre (2003)